# Enigmaster
Enigmaster is een geslacht van zeesterren uit de familie Goniasteridae.				

## Soort
- Enigmaster scalaris McKnight & H.E.S. Clark, 1996